# Valencia West
Valencia West ist ein Census-designated place im Pima County in Arizona. Das U.S. Census Bureau hat bei der Volkszählung 2020 eine Einwohnerzahl von 14.101 ermittelt.
Valencia West hat eine Fläche von 24,9 km². 
Die Stadt befindet sich an der Arizona State Route 86.